# Niklas Kaul
Niklas Kaul (Magonza, 11 febbraio 1998) è un multiplista tedesco, campione mondiale del decathlon a Doha 2019.

## Palmarès
| Anno | Manifestazione  | Sede      | Evento                 | Risultato | Prestazione | Note                                                          |
| ---- | --------------- | --------- | ---------------------- | --------- | ----------- | ------------------------------------------------------------- |
| 2015 | Mondiali U18    | Cali      | Lancio del giavellotto | Argento   | 78,05 m     |                                                               |
| 2015 | Mondiali U18    | Cali      | Decathlon              | Oro       | 8 002 p.    | Record dei campionati                                         |
| 2016 | Mondiali U20    | Bydgoszcz | Decathlon              | Oro       | 8 162 p.    | Miglior prestazione mondiale under 20 · Record dei campionati |
| 2017 | Europei U20     | Grosseto  | Decathlon              | Oro       | 8 435 p.    | Miglior prestazione mondiale under 20                         |
| 2018 | Europei         | Berlino   | Decathlon              | 4º        | 8 220 p.    | Miglior prestazione personale                                 |
| 2019 | Europei U23     | Gävle     | Decathlon              | Oro       | 8 572 p.    | Record dei campionati · Miglior prestazione personale         |
| 2019 | Mondiali        | Doha      | Decathlon              | Oro       | 8 691 p.    | Miglior prestazione personale                                 |
| 2021 | Giochi olimpici | Tokyo     | Decathlon              | dnf       | dnf         |                                                               |
| 2022 | Mondiali        | Eugene    | Decathlon              | 6º        | 8 434 p.    | Miglior prestazione personale stagionale                      |
| 2022 | Europei         | Monaco    | Decathlon              | Oro       | 8 545 p.    | Miglior prestazione personale stagionale                      |
| 2023 | Mondiali        | Budapest  | Decathlon              | dnf       | dnf         |                                                               |
| 2024 | Europei         | Roma      | Decathlon              | 4º        | 8 547 p.    | Miglior prestazione personale stagionale                      |
| 2024 | Giochi olimpici | Parigi    | Decathlon              | 8º        | 8 445 p.    |                                                               |

## Riconoscimenti
- Atleta europeo emergente dell'anno (2019)